# سوزان جورج
سوزان جورج (بالإنجليزية: Susan George)‏ (و. 1950 – م) هي ممثلة، ومنتجة أفلام، وملحنة، من المملكة المتحدة، ولدت في لندن.

## وصلات خارجية
- سوزان جورج على موقع IMDb (الإنجليزية)
- سوزان جورج على موقع ألو سيني (الفرنسية)
- سوزان جورج على موقع تيرنر كلاسيك موفيز (الإنجليزية)
- سوزان جورج على موقع أول موفي (الإنجليزية)
- سوزان جورج على موقع قاعدة بيانات الأفلام السويدية (السويدية)
- سوزان جورج على موقع إن إن دي بي (الإنجليزية)
- سوزان جورج على موقع قاعدة بيانات الفيلم (الإنجليزية)
- سوزان جورج على موقع كينوبويسك (الروسية)